# اکرم امام‌اوغلو
اکرم امام‌اوغلو (زادهٔ ۴ ژوئن ۱۹۷۰) تاجر و سیاستمدار اهل ترکیه است که از سال ۲۰۱۹ تا سال ۲۰۲۵ به‌عنوان شهردار استانبول خدمت کرد. او در سال‌های ۲۰۱۴ تا ۲۰۱۹ شهردار بیلیکدوزو در شهر استانبول بود. در انتخابات محلی در ترکیه ۲۰۱۹ از حزب جمهوری‌خواه خلق به عنوان شهرداری شهر استانبول انتخاب شد و کار خود را در تاریخ ۱۷ آوریل ۲۰۱۹ آغاز کرد. در ۶ می ۲۰۱۹، امام‌اوغلو به علت لغو انتخابات در شهر استانبول توسط شورای عالی انتخابات اخراج شد. انتخابات مجدد استانبول در روز ۲۳ ژوئن ۲۰۱۹ برگزار شد و با اختصاص تقریباً ۵۴٪ از آراء، امام‌اوغلو مجدداً از رقیب خود بینالی ییلدیریم پیشی گرفت و شهردار استانبول شد.
در ژانویه ۲۰۲۲، امام‌اوغلو به اتهام «توهین به مقامات انتخاباتی» که گفته می‌شود انگیزه‌های سیاسی داشته است، محاکمه شد. در ۱۴ دسامبر ۲۰۲۲، او به ۲ سال، ۷ ماه و ۱۵ روز زندان محکوم شد و همچنین از فعالیت‌های سیاسی منع گردید. با این حال، این ممنوعیت سیاسی هنوز اجرایی نشده است، زیرا باید ابتدا توسط دادگاه تجدیدنظر و دیوان عالی کشور تأیید شود.
در ۱۹ مارس ۲۰۲۵، امام‌اوغلو به اتهام فساد مالی همراه با بیش از ۱۰۰ نفر دیگر دستگیر شد. خبرگزاری آناتولی گزارش داد که امام‌اوغلو و چندین نفر دیگر به اخاذی، پولشویی و تخلفات مربوط به مناقصات و تأمین‌ها، در کنار سایر جرایم، مظنون هستند. همچنین، امام‌اوغلو به حمایت از حزب کارگران کردستان (پ‌ک‌ک) که غیرقانونی اعلام شده، متهم شده است؛ ادعا شده که او برای انتخابات شهرداری استانبول با یک سازمان چتری کردی ائتلافی تشکیل داده است. یک روز پیش از دستگیری، یکی از دانشگاه‌های استانبول مدرک تحصیلی امام‌اوغلو را باطل کرد که این امر عملاً او را از شرکت در رقابت‌های ریاست‌جمهوری آینده محروم کرد.

## طرح سوءقصد
در ۲ دسامبر ۲۰۲۰ تلویزیون OdaTv ترکیه در خبری اعلام کرد که یک تیم تروریستی متعلق به داعش که قصد ترور اکرم امام‌اوغلو را داشته‌اند با هماهنگی وزارت کشور ترکیه و استانداری استانبول دستگیر شده‌اند. علاوه بر این مراد آونگون سخنگوی شهرداری کلانشهر استانبول نیز با تأیید این خبر اعلام کرد که اطلاعاتی مبنی بر اقدام یک گروه تروریستی برای ترور امام‌اوغلو در تاریخ ۲۳ نوامبر دریافت شده و پس از آن تدابیر امنیتی برای حفظ جان او افزایش یافته است.